# ردووو
ردووو (به صربی: Rdovo) یک منطقهٔ مسکونی در صربستان است که در ولادیچین خان واقع شده‌است. ردووو ۱۳۶ نفر جمعیت دارد.